# Ян Матіасен
Ян Матіасен (дан. Jan Mathiasen, 9 травня 1957) — данський яхтсмен.
Учасник Олімпійських Ігор 1988 року.